# Heltai Manó
Heltai Manó, születési és 1879-ig használt nevén Hoffer Manó (Szentes, 1860. március 21. – Budapest, 1909. augusztus 30.) orvos, lapszerkesztő, Heltai Ferenc (1861–1913) várospolitikus testvére.

## Életpályája
Hoffer Lőrinc (1830–1889) szentesi birtokos és Grünvald Katalin fiaként született zsidó családban. Középiskolai tanulmányait a Budapesti Királyi Katolikus Főgimnáziumban végezte, ahol 1879 májusában kitüntetéssel érettségi vizsgát tett. Tanulmányait a Budapesti Tudományegyetem Orvostudományi Karán folytatta. Oklevelének megszerzését követően, 1886-ban Flesch Nándorral új orvosi hetilapot indítottak Orvosi Hetiszemle címmel, melyet 1894-ig közösen szerkesztettek. Céljuk volt a bel- és külföldi szakirodalom gyors és kivonatos közlése, és a hasonló német lapok pótlása, illetve kiszorítása. 1895-től az Egészségügyi Értesítő című lap szerkesztője lett.